# チョコットランド
『チョコットランド』(Chocotto Land Online) は、NHNJapanがハンゲで提供する基本無料（アイテム課金）のMMORPG。

## 概要
簡単操作で、気軽に遊べるオンラインRPGとして登場した。ゲーム紹介では以下の4点が書かれている。
ちょこっとオシャレ
キャラクターに装備を着せ替えられる。着替えによってゲームを有利に進められることもある。
ちょこっと冒険
仲間や他のプレイヤーと一緒に、さまざまな世界とモンスターが待つ冒険の旅へ出かける。1人でもプレイ可能。
ちょこっとアイテム合成
モンスターが落としたアイテムを組み合わせて、お店では売っていない強力なアイテムなど、別のアイテムを作ることが出来る。
ちょこっとおしゃべり
旅の仲間とおしゃべりをして、友だちの輪を広げる。
他にも、やりこみ要素が複数用意されている。
ペット
モンスターを捕まえて、強化出来る。
装備作成・強化
キャラクターには様々な装備があり、強いモンスターや、入手困難な素材を使い、装備を作成・練成が出来る。またいくつかの道具や装備を「合成」して新たな装備を作り身につける。
レベル上げ
ロールプレイングゲームにはおなじみの要素。レベルが上がることでもゲーム中のキャラクターを強化することができる。

## 歴史
- 2006年
  - 11月8日 - 1次プレオープン開始。
  - 11月29日 - 1次プレオープン終了。
- 2007年
  - 1月18日 - 2次プレオープン開始。
  - 1月25日 - 2次プレオープン終了。
  - 2月15日 - 正式オープン[1]
    - 対応アバター第一弾発売（課金）。

  - 2月28日 - 
    - 課金BOX実装
    - エモティコン追加（課金）

  - 5月23日 - 新マップ「モリッコキャンプ」実装。
  - 6月20日 - 新マップ「原始の谷グランガン」実装[2]。
    - ゲーム内課金アイテム実装
    - の名称を 工房に変更

  - 8月22日 - 期間限定クエスト「友情で立ち向かえ!ドラゴンカーニバル!!」
    - 新マップ「竜の洞窟ヴォルケ」
    - レベルの上限が50から60に変更
- 2008年
  - 2月20日 - イベント「1周年課金ありがとうイベント」
  - 3月26日 - 新マップ「神秘の海アクエリア」実装[3]
    - 新マップ「～夢界～」実装

  - 12月18日 - 「チョコットランドモバイル」サービス開始
  - 12月26日 - イベント「謹賀新年!!お年玉イベント2009」
- 2009年
  - 6月26日 - 新マップ「光の城エルシオン」実装[4]
  - 8月5日
  - 11月 - 冒険者の防御新スキル「キルン」「ワンキルン」追加
    - 機能追加「チョコットナビゲーション」

  - 12月25日 - イベント「お年玉イベント2010」
- 2010年
  - 1月 - 限定ゆかりん袋 販売開始（ガチャ装備）
  - 5月19日
    - お知らせ「のCM化決定 6月5日予定」

  - 5月27日
    - おしらせ「不定期メールマガジンの配信」

  - 5月31日 - mixiアプリ「守れ！モリッコランド！」の配信
  - 6月5日 - のCMを放送開始[5]
    - チョコットキャンペーン

  - 6月24日 - 新マップ「地底の遺跡 ジオナイア」実装
    - レベルの上限が70から80に変更。

  - 9月 - モバガチャ発売開始（課金ガチャ装備）毎月定期的に装備更新
  - 11月4日 - 機能追加「ペット」
- 2011年
  - 5月 - 型の戦士パック販売開始（課金ガチャ装備）
  - 6月 - 団子型の魔法パック販売開始（課金ガチャ装備）
  - 8月 - 新マップ：和の国アマテラス実装
  - 9月 - 転職機能追加　1次職登場　ファイター、シーフ、メイジ、プリースト
  - 10月 - 「ファイターボックス」「メイジボックス」「プリーストボックス」「シーフボックス」販売開始（課金ガチャ装備）
  - 11月 -2次職 サムライ、ニンジャ実装
    - - 「サムライボックス」「ニンジャボックス」販売開始（課金ガチャ装備）

  - 12月 - 錬成システム追加 （強化コア1個）
    - - 課金ペット「あみころ」発売開始（課金ガチャペット）
    - - 魔大帝イベント
- 2012年
  - 1月 - 装備ガチャ玉I II III IV （課金ガチャ装備）
  - 2月 - 課金ペット・販売開始
  - 3月 - iPhone版チョコットランド『チョコットランドSP』リリース
  - 5月 - 課金ペット・フェアリーシリーズ販売開始（課金ガチャ）
  - 6月 - レイコール7F拡張
    - -  販売開始（課金）
    - - 課金ペット　販売開始

  - 7月 - 2次職ホーリーナイト実装
    - - 課金ペット　販売開始

  - 8月 - 新マップ：ヨミガタケ追加
    - - 課金ペット・販売開始

  - 9月 - アイテムガチャ玉 販売開始（課金ガチャ装備）
  - 10月 - 「ファイターボックスII」「メイジボックスII」「プリーストボックスII」「シーフボックスII」販売開始
    - - 課金ペット・ポロウィン販売開始
    - - 課金ペット・販売開始
    - - プレミアムにゃん玉 販売開始（課金ガチャ装備）

  - 11月 - 2次職ソーサラー実装
  - 12月 - 課金ペット・販売開始
    - - 課金ペット・販売開始
    - - 課金ペット・販売開始
- 2013年
  - 1月 - アイテムブリー玉 販売開始（課金ガチャ装備）
  - 2月 - 玉 販売開始（課金ガチャペット装備）
    - - プレミアムペトステ玉 販売開始（課金ガチャペット装備）
    - - プレミアムヌシステ玉 販売開始（課金ガチャペット装備）
    - - 装備ガチャ玉 発売開始（課金ガチャ装備）

  - 7月 -  販売開始 （課金ガチャ装備）
  - 8月 - 新マップ：ウェストガルド実装（1年ぶりの新マップ）
  - 10月10日 - 要素の「アタッチメントシステム」機能追加
    - - カードショップパック販売開始

  - - 【チョコットランドSP】Android版サービス開始
  - 12月 - オダリム、グランガン、ヴォルケ、アクエリア、レイコール内ワールドマップ一部改修
    - - 「インターベンション・ゴッド」イベント開催
    - - に対応した。
- 2014年
  - 4月23日 - 新マップ「ウェストガルド　王墓コフィーン」実装
    - レベルの上限が80から90に変更。
    - システム実装。

  - 10月12日
- 2016 
  - 3月16日 - レベル上限が９９に変更

## 課金システム
課金アイテムを購入することで、アバターを着せ替えたり、より有利にゲームを進めることができる。なお、課金アイテムの購入にはハンコインというハンゲーム独自の通貨を使用する。
対応アイテム
ハンゲーム内のアイテムショップで、ガチャポン（アバターガチャ〈通称アバガチャ〉）を回すことによって、ゲーム中のステータスがアップする色々な「」「」が得られる。特性上、アイテムが重複して出ることがある。ラインナップはおおむね月に1回変わる。2020年2月時点では第156弾。
倉庫（5個増加 / 20個増加があり、最大で1000個まで購入可能）
持ちきれなくなったアイテムを保管することができる。倉庫ひとつにつき1アイテムだが、2016年7月4日現在対応アイテムによって最大倉庫ひとつにつき10アイテムまで増やすことが可能。キャラスロットが別に存在すれば、倉庫に保管されているアイテムを共有できる。
20 年 月より最大所持数が1000個に増加。
キャラスロット（1IDにつき最大10個まで購入可能）
別キャラクターを作成可能。
ペットケージ（1IDにつき最大9個まで購入可能）
ハンゲームIDが所有する全キャラクターのペットケージを3個ずつ拡張。
チョコポイント
ゲーム内のチョコポショップで有料アイテムを購入するためのポイント。ポイントを利用して次のサービスを受けられる。
- アイテムの購入・グレードアップ
- 装備・雑貨アイテムのガチャカプセルの購入
- ステータスポイントリセットの購入
- 所有キャラクターへの振分スキルポイントの購入
- 所有キャラクターのヘアスタイル・メイク（フェイス）の変更

エクストラバッグ
ハンゲームIDが所有する全キャラクターのアイテム所持数を2倍に拡張することができる。
利用可能期限を満了すると、エクストラバッグに入っているアイテムは取り出しのみできる。

## 属性
プレイヤーの属性はキャラ作成時に指定した誕生日によって決まり、それによって狩り場の得手不得手が大きく変わる。特に物理系を育成する人は、属性の相性が重要になる。キャラ作成時に決定した属性を恒久的に変化させることはできないが、有料アイテムの使用により一定時間だけプレイヤーの属性を変化させることができる。ただし、有料（チョコポイント）で永続的に属性を変化させるアイテムもある。
- 火属性 - 木属性に特大、闇属性に大ダメージ。
- 木属性 - 光属性に特大、水属性に大ダメージ。
- 闇属性 - 水属性に特大、木属性に大ダメージ。
- 光属性 - 闇属性に特大、火属性に大ダメージ。
- 水属性 - 火属性に特大、光属性に大ダメージ。

## パラメータ
現在の上限レベル99まで、課金するたびにHPとSPが（SPはLv10到達時点で200増加し、Lv11以降）40ずつ増加するほか、振り分けポイントが3ポイント（Lv81以降は1ポイント）配分される。プレイヤーはキャラクターの伸張させたい次の5つのパラメータ要素に対し、配分されたポイント内で振り分けできる。一度振り分けたポイントは、チョコポショップの有料サービスでリセットできる。パラメータが最大値（99・150）になると、そのパラメーターの記念アイコンがもらえる。
POW
POWを上げると、与えるダメージが大きくなる。POW1=ATK3となっている。
打撃スキルの一部、補助スキルの一部若しくは特殊スキルの一部の習得のために必要なパラメータ。
POWを上げることで、一部の僧侶スキルは強化される。
INT
INTを上げると、魔法ダメージが大きくなる。また、魔法攻撃の被ダメージが減る。
INTに1振るごとに、SPが40、MDFが15ずつ増加する。
魔法スキル若しくは僧侶スキル、盗賊スキルの一部の習得のために必要なパラメータ。
INTを上げることで、全ての魔法スキルは強化される。
SPD
SPDを上げると、打撃攻撃の間隔が短縮されるほか、移動速度が上昇するが、DRNの回復量が減少する。
2018年4月18日より攻撃スキルのクリティカル発動率にも依存するようになった。
戦士スキルの一部若しくは盗賊スキルの一部の習得のために必要なパラメータ。
VIT
VITを上げると、攻撃を受けた時のダメージが小さくなる。VIT1=DEF2となっている。VITに1振るごとに、HPが40増加する。
戦士スキルの一部、僧侶スキルの一部の習得のために必要なパラメータ。
VITを上げることで、一部の僧侶スキルは強化される。
LUK
LUKを上げると、クリティカルヒットが出やすくなる。LUK1=クリティカル1%となっている（最大90%）
盗賊スキルの一部の習得のために必要なパラメータ。また、盗賊スキルの成功率やダメージ回避率にも関係している。
LUKを上げると敵からの攻撃の回避率が上がりLUK230以上で最大の90%回避状態となる。
2018年4月18日より攻撃スキルのクリティカル発動率、クリティカルのダメージ上昇にも依存するようになった。
装備や対応アバターでこれらのスキルポイントを補正することで、さらに上昇させることができるが、これらの補正でINTやVITを上昇させても、HP、SPは上昇しない。

## 職業
冒険者には明確な職業というものは存在しないが、パラメータの振り分け方やスキルの取得により大きく分けて戦士・魔法・僧侶・盗賊の4つの職業分けすることができる。
プレイ開始時はパラメータが振り分けられないので必然的に無職ではあるが、レベルアップと同時にパラメータを振り分けることができるので、レベルが上がっても無職ということはない。
以下は、5つの職業に現れる特徴を示す。
戦士
物理攻撃と物理防御が高く、戦闘の最前線で活躍する。ボス戦では攻撃役にも盾役にもなり得る。
魔法
属性魔法を用いて敵を攻撃することができるが、詠唱中に敵に攻撃されると詠唱が中断してしまう。ボス戦では属性の相性が良ければ大きなダメージを与えられるため主要な防御役となる。
僧侶
回復や補助スキルを持っている。ボス戦では回復役やサポート役となる。
盗賊
敵やオブジェクトからアイテムを盗むことができる。しかし、盗むことでのみ取得できるアイテムは存在しないため、アイテム取得においてはあまり必要のない存在となっている。
また、16の職業が存在しており、レベルが上がる毎に従来のパラメータの他、スキルポイントと言うスキルを強くする為に必要なパラメータが2ごとあがるようになっている。その他にも、その職業だけにあるSPが消費されない職業ごとの特徴「アビリティスキル（職業特性）」というものがある。以下は、16の職業に現れる特徴を示す。
ファイター アビリティスキル　1Lv毎にHP＋60（他職より20多い）
アビリティスキルで他の職業よりHPが多く、強化された従来のスキルの他、敵を麻痺させることが出来たり、敵の注意を引くことができ、また一直線上に攻撃することが出来る。主に前衛で活躍出来、特に敵の注意を引くスキルでボスモンスターやHPの多い敵などに大ダメージを与えることが出来る。
他にも、強化された気合撃があり、連撃スキルと比べても（固定ダメージの敵を除けば）かなり強く、このスキルに振ればPTでかなり歓迎されるだろう。
シーフ アビリティスキル　「通常攻撃で素振り2回分の連撃が発動」
自身の移動速度を一定時間底上げできたり、連撃出来る、強力なスキルなどもある。
そのほかにも、INTを上げることによって威力が増す毒攻撃や、敵の攻撃を避ける特殊なスキル（サケール）などがある。
メイジ アビリティスキル　「近くにいるプレイヤーのINTなどが上がったりする」
敵の移動速度を遅くしたりと、他のスキルと同じような形で紹介すると、特殊スキルに関してはたいして特性が出てこない職業。
メイジといえば、全属性の魔法が使えるところが何より強そうに見えるが、自分の属性の魔法のスキルレベルをあげたほうが攻撃力が高くなる職業。戦力としては普通になったが、上位職であるソーサラー、グランマギアーは、ゲーム中最も耐久力、攻撃力が優れており、優先して育成すべき職業であるといえる。
プリースト アビリティスキル　「近くにいるプレイヤーの攻撃などが上がったりする」
仲間の防御や攻撃をあげたり、敵の防御を下げたりと、いろいろな技能のある優れた職業。
主にINT依存の攻撃・MAT依存の敵攻撃には欠かせない、PTで大活躍できる職業といえる。
ペットライザー アビリティスキル　「ゲージ内のペットの回復量の強化」
ペットの活用に長けた職業でペットの防御や攻撃をあげたりできる職業。
第２の職業特性のトッテコーイでは直接キャラクター自身で無くペットで倒した敵も捕獲可能になる。
ニンジャ アビリティスキル　「一定確率で通常攻撃の3回分が発動」
一定時間すべての攻撃をトリプルアタックにする「阿修羅の術」など、敵を一撃の下に倒せるスキルなどをもっている。
また、仲間のSPDを一定時間上昇させるスキル（風陣の術）を持っている。
サムライ アビリティスキル　「クリティカル率やや2倍」
冒険者と比べ大きく発達した範囲スキルや、気合撃の進化版通称「隼」などがある。
隼も気合撃と考えてもよく、連撃スキルとの威力の差は非常に大きいといえる。
他にも、敵を吹っ飛ばすことができるスキル（獣剛打）や、一定時間防御を代償に攻撃を上げるスキル（背水）などをもつ。
ホーリーナイト アビリティスキル　「HPが一定以下の時、DEFが上がる」
　基本、プリーストからのアタークとマモールをリンクして、オールインワンにしたりマモールや回復スキルをリンクする援護型、アタークとファイターからのミダランブをリンクした火力型がある。　PTでは大活躍出来ると言える。
　共通して、マホギレネーゼをリンクしないとかなり不便。
ソーサラー アビリティスキル　「魔法攻撃にクリティカル判定発生（発生時威力200%UP）」
　とても強力な魔法攻撃を繰り出す、サムライの隼を圧倒する火力を持つ。
また、耐久力も非常に優れており、現時点では課金無課金問わず2次職で最強の職業と言われている。
レンジャー アビリティスキル 「ペットのステータスが10%上がる」
ペットの回復に長けている職業。
ペットシュートの威力はペットのINTに依存。
ソードカイザー アビリティスキル 「同一モンスターに異なる攻撃スキルを与え2撃目は強力になる」
サムライの上位の3次職
攻撃力に優れている反面、防御力に難有り。
グランマギア アビリティスキル 「同一モンスターに異なる攻撃スキルを与え3撃目は威力約3.4倍になる」
ソーサラーの上位の3次職。
耐久力、攻撃力共に非常に優れており、3次職で最強の職業と言われている。
アベンジスタ アビリティスキル「射程距離が長くなる」
ニンジャの上位の3次職
他の職を圧倒する長射程により敵の攻撃範囲外から叩くといった芸当ができる。
初心者に人気の職業。
シルドセイバー　アビリティスキル「一定確率で敵のクリティカル攻撃を無効化にする」
ホーリーナイトの上位の3次職
ATKとDEFを同時に上げることができるが、攻撃範囲、手数共に乏しいのが難点。
デュアルスター　アビリティスキル「ベットを2体同時に召喚できる」
レンジャーの上位の3次職
2匹同時にペットを召喚できたり、召喚したペットを合体させたり、 ペットの強さを今よりもっと引き出せる職業。
アラミカグラ　アビリティスキル「攻撃対象と自身との今のHP差分によって、ダメージを増大させる。」
ソードカイザーの上位の4次職
物理ダメージに超特化したスキルに職業特性の「サブウェポン着用」で強さを上乗せし、
圧倒的な攻撃力で敵を薙ぎ払うことができる。
アルヴライド　アビリティスキル「属性の相性による、被ダメージを軽減させる。」
グランマギアーの上位の4次職
絶大なる魔力で敵を葬るスキル「ヴォルテクス」、守護獣を召喚するスキル「コールパラドクス」など
攻守にわたって活躍を見せることができる。
ノクスティア　アビリティスキル「一定回数同じモンスターを攻撃することでモンスターのDEF、MDFが低下する。」
アベンジスタの上位の4次職
ATKとMATの両方に威力が依存するスキル「カタストロフ」、一定時間悪魔化することでHP,SPのスリップダメージと引き換えにステータスを強化するスキル「エビルゲイン」など
前職のアベンジスタ以上にトリッキーな戦いをすることができる職業。